# Корональные дыры

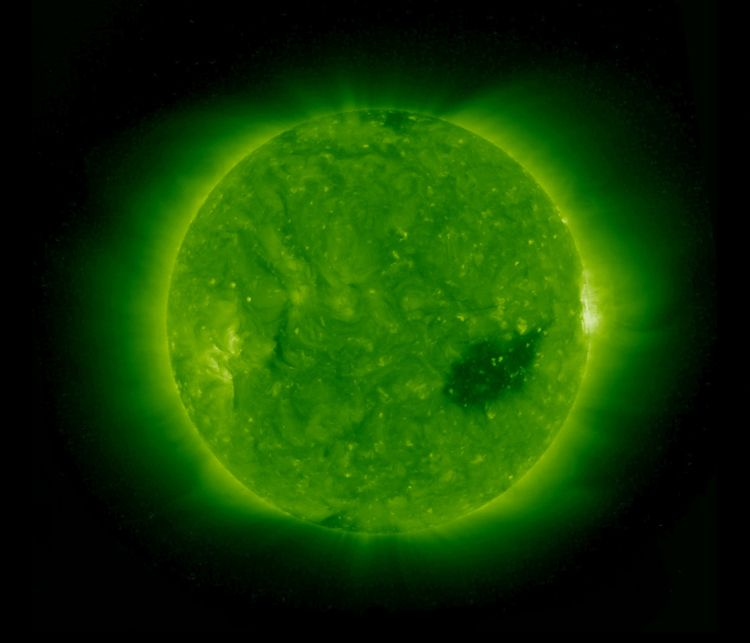
Корональные дыры, зафиксированные миссией STEREO 25 мая 2007 года

Корональные дыры (англ. coronal holes) — области в солнечной короне, где понижены плотность и температура плазмы. Как правило, плотность плазмы в таких районах примерно в сто раз меньше, чем в остальных областях короны. Появление корональных дыр фиксируется с помощью изображений, полученных в рентгеновском диапазоне со спутников.
Появление корональных дыр связывают с периодом ремиссии — временем минимальной солнечной активности. Корональные дыры являются важным элементом солнечно-земной физики, приводя к различным эффектам космической погоды, в частности к геомагнитной активности. Зачастую корональные дыры являются основным фактором, влияющим на ионосферу и магнитное поле Земли. Расположены они обычно в полярных районах Солнца, однако в период максимума могут наблюдаться на всех широтах.
Впервые были открыты по результатам наблюдений на рентгеновском телескопе, установленным на борту космической станции «Скайлэб».

## Механизм возникновения

В области А плазма удерживается в короне замкнутым магнитным полем. В области B магнитные линии разомкнуты и плазма, перемещаясь вдоль них, беспрепятственно покидает солнечное пространство, образовывая корональную дыру.

Как правило, линии магнитного поля в экваториальной области Солнца замкнуты, и тем самым предотвращают свободное истечение плазмы в межпланетное пространство. Однако возможна ситуация, когда в результате различных взаимодействий между разными пучками магнитных линий происходит их размыкание. В этом случае плазма перестаёт удерживаться в околосолнечных областях и устремляется прочь от Солнца. В этой области падает её плотность и температура — образовывается корональная дыра. «Освободившаяся» плазма становится частью солнечного ветра.